# Lukas Baumann

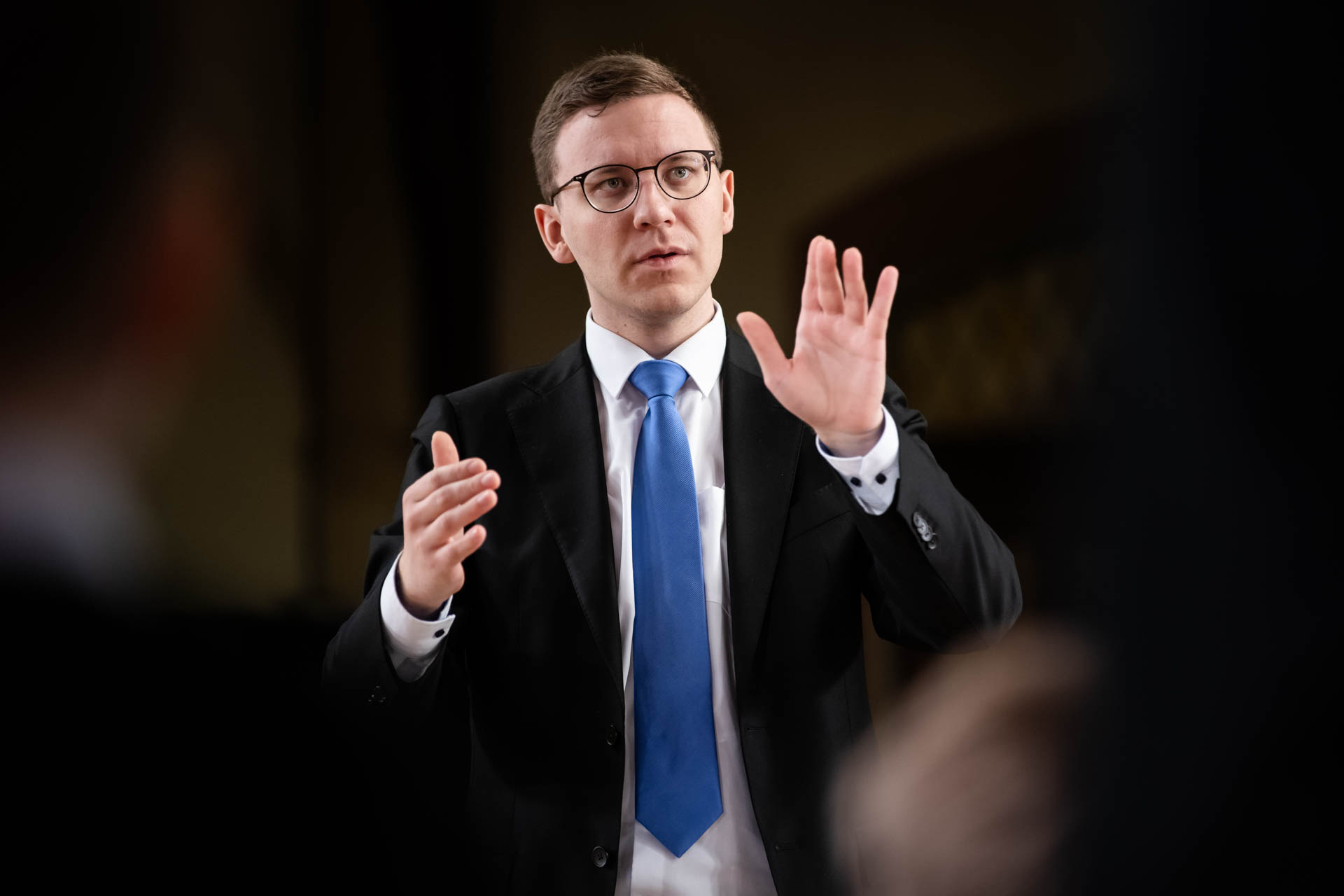
Lukas Baumann (2024)

Lukas Anton Baumann (* 2. April 1996 in Herdecke) ist ein deutscher Chorleiter und musikalischer Leiter der Wuppertaler Kurrende, eines  Knabenchors in der bergischen Großstadt Wuppertal.

## Werdegang
Als Sohn zweier Musiker in Wuppertal aufgewachsen kam Baumann schon frühzeitig in Kontakt mit klassischer Musik. Von 2004 bis 2016 war er selbst Sänger in der Wuppertaler Kurrende unter verschiedenen Leitern, unter anderem Heinz-Rudolf Meier und Martin Lehmann.
Er studierte von 2016 bis 2020 Dirigieren bei Jürgen Puschbeck und Ekhart Wycik an der Hochschule für Musik Franz Liszt Weimar. Von 2017 bis 2019 war er Chorassistent des Knabenchors der Jenaer Philharmonie und leitete 2018 interimistisch den Suhler Knabenchor. Zwischen 2019 und 2022 dirigierte er den Nachwuchschor des Windsbacher Knabenchores und übernahm darüber hinaus Stimmbildungsaufgaben und verschiedene Assistenztätigkeiten für Chorleiter Martin Lehmann.
Seit 2022 ist er in der Nachfolge von Markus Teutschbein musikalischer Leiter der Wuppertaler Kurrende.
Unter Baumanns Leitung unternahm der Chor bereits Konzertreisen durch Frankreich, Luxemburg, Italien, Liechtenstein, Österreich und den Vatikan. In Konzerten hat Lukas Baumann mit dem Sinfonieorchester Wuppertal, Concerto Köln, dem Ensemble Giardino di Delizie, Salaputia Brass oder der Lautten Compagney zusammengearbeitet. Im Jubiläumsjahr 2024 der Kurrende dirigierte er das große Jubiläumskonzert mit Mendelssohns Lobgesang in der Historischen Stadthalle Wuppertal. Ebenfalls veröffentlichte die Kurrende eine neue Einspielung des adventlichen Quempas-Programms beim Label Rondeau Production.
2024 nahm Baumann von Kulturstaatsministerin Claudia Roth die Zelter-Plakette für die Wuppertaler Kurrende entgegen. Beim Erwitter Kinder- und Jugendchorwettbewerb 2024 wurde die Kurrende unter Baumanns Leitung als Gesamtsieger unter 42 Chören ausgezeichnet.